# Polska śmierć
Polska śmierć – polski telewizyjny film sensacyjny z 1994 roku w reżyserii Waldemara Krzystka.

## Opis fabuły
Główny bohater – Osso, to sfrustrowany doktorant pracujący we wrocławskiej bibliotece i przygotowujący rozprawę o motywie śmierci w literaturze średniowiecznej. W tym czasie w mieście kolejno giną przypadkowe osoby, będące ofiarami nieuchwytnego mordercy zwanego „Ogrodnikiem”, który masakruje je motyką. Mimowolnie ocierający się o te morderstwa Osso, niespodziewanie odnajduje swą dawną miłość – Martę Melk, o której sądził, że nie żyje. Ponownie urzeczony, nawiązuje z nią romans, jednakże Marta prowadzi z nim tajemniczą grę, niespodzianie pojawiając się i ponownie znikając. Jej nagłe pojawienia charakterystycznie zbiegają się z kolejnym popełnionym morderstwem. Tymczasem prowadzący śledztwo coraz bardziej kojarzą zainteresowania młodego naukowca z popełnianymi zabójstwami, a sam Osso – z niepokojącą obecnością Marty. Osso staje się głównym podejrzanym.

## Obsada
- Cezary Pazura – Osso
- Agnieszka Pilaszewska – Marta Melk
- Jan Machulski – pułkownik
- Henryk Bista – sąsiad Ossa w hotelu
- Igor Przegrodzki – dyrektor biblioteki
- Krzysztof Dracz – zastępca pułkownika
- Andrzej Grabowski – sierżant
- Jerzy Bończak – lekarz policyjny
- Mieczysław Hryniewicz – policjant
- Ewa Szykulska – Zychowa
- Leon Charewicz – Stefan Zych
- Cezary Żak – mężczyzna zamordowany w garażu
- Kevin Hayes – Anglik zamordowany na dworcu
- Barbara Brylska – psychiatra
- Daria Trafankowska – mieszkanka hotelu asystenckiego
- Ewa Gawryluk – mieszkanka hotelu asystenckiego
- Leon Niemczyk – profesor Zabłocki, promotor pracy Marty
- Stanisława Celińska – Wirska, sąsiadka Zychów
- Krystyna Chmielewska – kadrowa na uniwersytecie
- Agnieszka Matysiak – dziennikarka Anna
- Marek Bukowski – Robert z hotelu asystenckiego